# Sky Police
«Sky Police» (укр. «Небесний коп») — шістнадцята серія двадцять шостого сезону мультсеріалу «Сімпсони», прем'єра якої відбулась 8 березня 2015 року у США на телеканалі «Fox».

## Сюжет
Шефові Кленсі Віггаму (як Кленсі Віґґінсу) помилково доставляють військовий реактивний ранець, який він із радістю приймає. Він використовує його для боротьби зі злочинністю. Пізніше його знаходить генерал Кленсі Віґґінс, який замовляв ранець, а отримав простирадло, призначене Сарі Віґґам. Віґґам намагається втекти на ранці, але солдати генерала його збивають. Кленсі падає, однак реактивний ранець все одно летить і врізається в церкву, знищивши її.
Громада, очолювана Мардж, повинна назбирати достатньо грошей на відбудову храму. Коли справи йдуть не дуже, Апу пропонує вдатися до азартних ігор і підрахунку карт. Апу раніше грав у студентські роки, щоб назбирати грошей на переїзд до США. Нед Фландерс, як і Мардж, спершу проти такої ідеї, але отець Лавджой переконує, що гроші підуть на добру справу, до того ж біблійні люди завжди грали в азартні ігри. Однак, Мардж слід тримати це в секреті від Гомера.
Громада в складі Мардж, Третього Номера Мела, Неда, Агнес Скіннер та отця Лавджоя з дружиною Гелен вирушає грати в казино. Використовуючи вказівки Апу, тієї ночі вони виграють половину суми. Однак, казино тепер стежить за «рахувальниками карт», тож їм треба змінити імідж. Коли Мардж збирається для другої ночі покеру, її помічають діти, тож Мардж довіряє їм секрет («як дорослим»).
Після другої ночі вони виграють достатньо грошей для церкви, і тепер Мардж може розкрити секрет чоловіку. Прийшовши додому, вона дізнається, що через хвилювання діти розповіли все Гомеру, який вирушив шукати Мардж у казино. Працівники казино тримають Гомера в заручниках в обмін на повернення грошей, виграних його дружиною.
Мардж звертається по допомогу до отця Лавджоя, але вони нічого не можуть зробити, оскільки вже передали гроші підряднику. Громада також відмовляється допомогти, бо вважає Гомера «жертвою», яку треба було принести Богові за азартні ігри. Однак, Мардж впевнена, що «Бог — це не якийсь небесний коп» і у всьому винна сама громада.
Мардж вирушає молитись посеред казино, що привертає увагу величезного натовпу гравців. Зрештою, казино відпускає Гомера, бо Мардж спричиняла падіння показників гри, що нашкодило бізнесу. Власник каже їм, що вони можуть залишити виграні гроші собі, але їм назавжди заборонено відвідувати казино цієї мережі. Однак, Гомер протестує і вимагає від казино припинити полювати на людей, які рахують карти, бо це — гра за правилами. Як наслідок, Гомера викидає робот.
У сцені під час титрів показано подальші пригоди Небесного Копа — Кленсі Віґґама.

## Цікаві факти і культурні відсилання
- Сюжет серії є відсиланням до фільму «Двадцять одне», в якому випускник Массачусетського технологічного інституту (MIT), завербований викладачем, проводить азартні ігри з рахуванням карт з метою підвищення плати за навчання[1].
  - Подібним чином Апу розказує, що він певний час навчався у «MIT» — Мумбайському інституті тантричного сексу, — де за допомогою підрахунку карт заробив достатньо грошей, щоб придбати підроблені бали, щоб потрапити у справжній МІТ (звідти його вигнали через неуспішність, тому мусив переїхати до Спрінґфілда).

## Ставлення критиків і глядачів
Під час прем'єри серію переглянули 3,79 млн осіб з рейтингом 1.6, що зробило її другим найпопулярнішим шоу на каналі «Fox» тієї ночі, після «Останньої людини на Землі».
Денніс Перкінс з «The A.V. Club» дав серії оцінку C+, сказавши, що його роздратувало, що шоу відмовилось від проблеми Мардж з азартними іграми, показаної у серії «$pringfield (Or, How I Learned to Stop Worrying and Love Legalized Gambling)».
У лютому 2016 року сценариста і виконавчого продюсера серії Метта Селмана номіновано на премію Гільдії сценаристів Америки в галузі анімації 2015 року.
Згідно з голосуванням на сайті The NoHomers Club, більшість фанатів оцінили серію на 4/5 із середньою оцінкою 3,72/5.